# هوش پرندگان

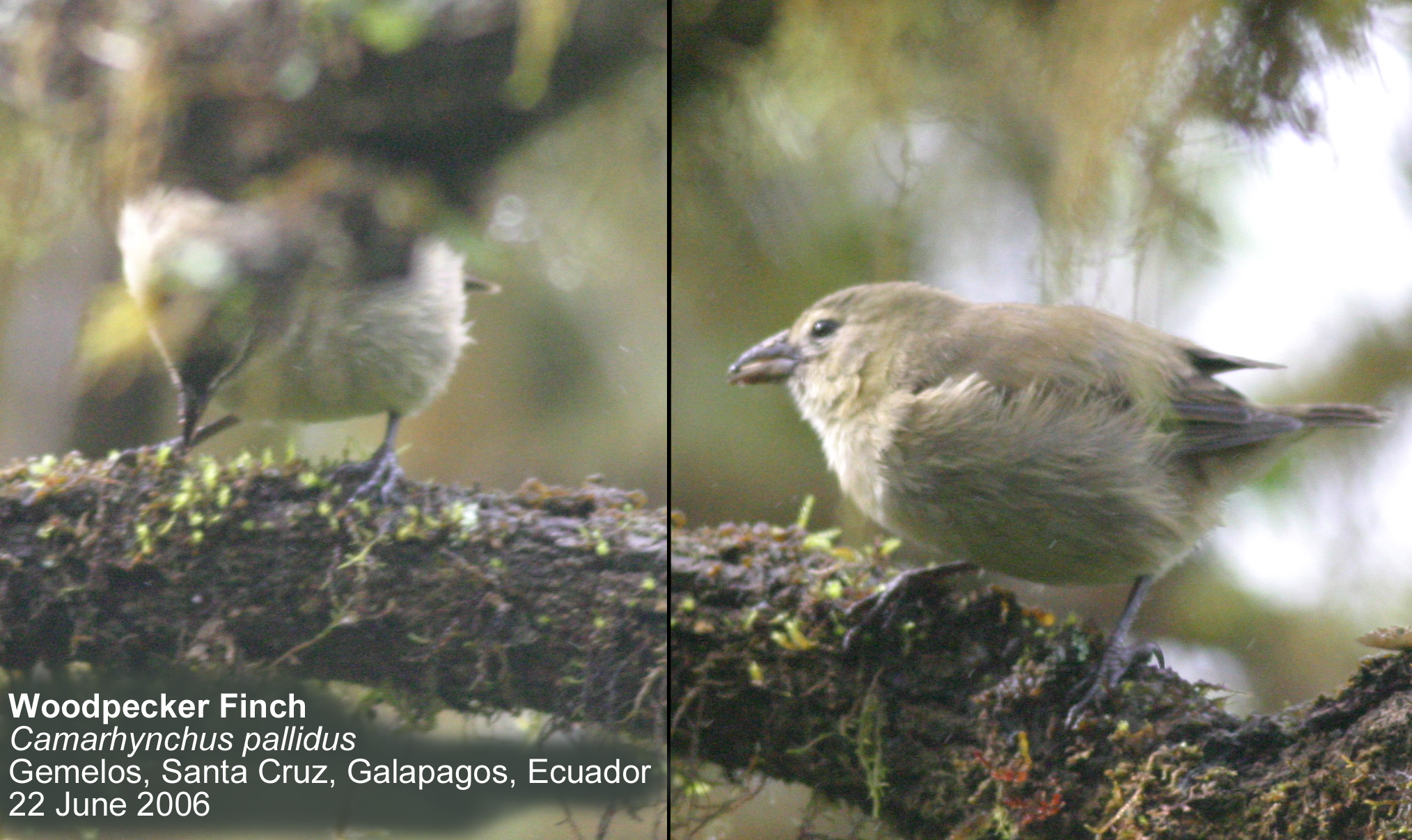
یک سهرهٔ دارکوبی از تکه‌چوبی به‌عنوان ابزار استفاده می‌کند تا کرمی را به سیخ کشیده و بگیرد. در تصویر دوم پرنده کرم را با موفقیت شکار کرده‌است.

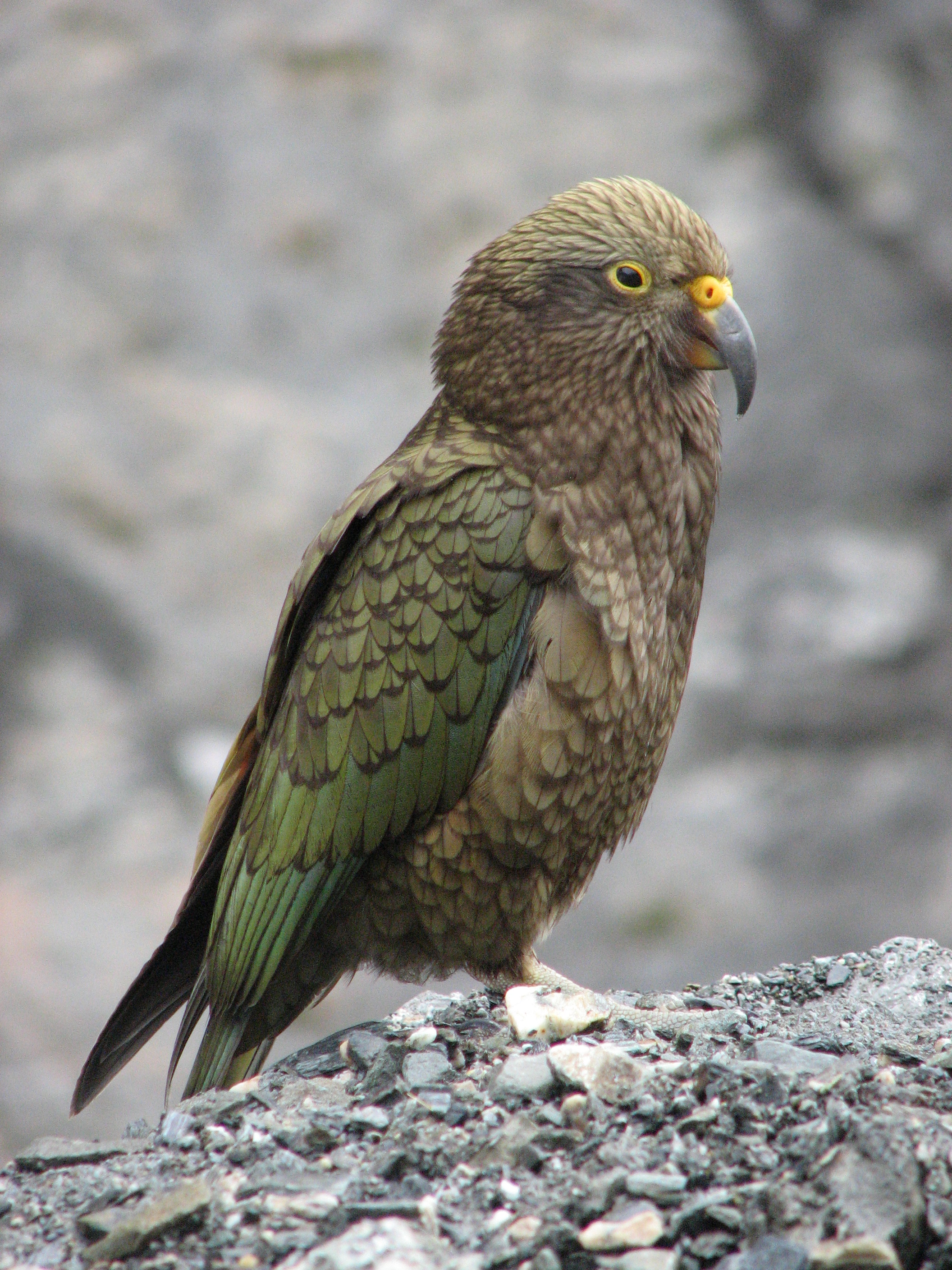
کیا، پرنده‌ای که به هوش و کنجکاوی‌اش مشهور است.

هوش پرندگان (انگلیسی: Bird intelligence) به اندازه‌گیری پدیده‌ای به نام هوش در پرندگان می‌پردازد. اطلاعات پرنده با تعریف هوش و اندازه‌گیری آن در ارتباط است. دشواری تعریف یا اندازه‌گیری هوش در جانوران، موضوع را برای مطالعه علمی دشوار می‌سازد. آپرندگان (که ۱۰٬۰۰۰ گونه از آنها وجود دارند و به همین ترتیب، دایناسورهای تروپود هستند)، مغز نسبتاً بزرگ نسبت به اندازه سرشان دارند. حواس‌های بینایی و شنوایی در اکثر گونه‌ها به خوبی گسترش یافته‌اند، در حالی که حس‌های لمسی و بویایی تنها در چند گروه از پرندگان به خوبی شناخته شده‌اند. پرندگان با استفاده از سیگنال‌های بینایی و همچنین استفاده از تماس‌ها و ترانه‌ها ارتباط برقرار می‌کنند؛ بنابراین تست هوش براساس مطالعه واکنش‌ها به محرک‌های حسی برمی‌گردد.